# Loculla massaica
Loculla massaica là một loài nhện trong họ Lycosidae.
Loài này thuộc chi Loculla. Loculla massaica được Carl Friedrich Roewer miêu tả năm 1960.